# Cheng Kaijia
 (juin 2024).
Si vous disposez d'ouvrages ou d'articles de référence ou si vous connaissez des sites web de qualité traitant du thème abordé ici, merci de compléter l'article en donnant les références utiles à sa vérifiabilité et en les liant à la section « Notes et références ».
Cheng Kaijia, aussi orthographié Cheng Kai-jia ou  Cheng Kai Jia (en chinois simplifié : 程开甲 ; chinois traditionnel : 程開甲 ; pinyin: Chéng Kāijiǎ), né le 3 août 1918 à Suzhou et mort le 17 novembre 2018 à Pékin, est un physicien nucléaire chinois. Il est un pionnier et un personnage clé dans le développement de la première bombe nucléaire chinoise.

## Biographie
Il sort diplômé du département de physique de l'université du Zhejiang en 1941. En 1946, il part étudier à l'université d'Édimbourg au Royaume-Uni et obtient un doctorat en 1948 (directeur de thèse : Max Born). Il devient ensuite chercheur au Royaume-Uni.
Cheng retourne en Chine en 1950. Il est alors professeur agrégé à l'université du Zhejiang, avant d'enseigner ensuite dans celle de Nankin.
Il a été un pionnier de la technologie nucléaire chinoise et a joué un rôle important dans le développement de la première bombe atomique chinoise. Il a d'abord calculé  la température intérieure et la pression nécessaire à l'explosion d'une bombe nucléaire. Son calcul était une tâche extrêmement lourde et presque manuelle, du fait qu'à cette époque la Chine ne disposait pas d'ordinateur ou même de calculatrice. Il a également résolu le mécanisme de l'explosion intérieure, ce qui pourrait soutenir la conception de la bombe. Il a été par la suite directeur en chef de nombreux essais nucléaires et de leurs processus d'explosion[réf. nécessaire].
Cheng a été élu à l'Académie chinoise des sciences. Il était aussi un membre permanent du Comité Science et technologie de la Société nationale chinoise de l'industrie nucléaire. Il a par ailleurs été vice-président et directeur en chef adjoint de l'Institut de recherche sur les armes nucléaires.